# Mantispa celebensis
Mantispa celebensis är en insektsart som beskrevs av Günther Enderlein 1910. Mantispa celebensis ingår i släktet Mantispa och familjen fångsländor. Inga underarter finns listade i Catalogue of Life.